# Tillandsia bergeri
Espèce
Classification phylogénétique
Tillandsia bergeri est une espèce de plantes de la famille des Bromeliaceae, endémique d'Argentine. Le terme bergeri est une dédicace au botaniste Alwin Berger, faite par le descripteur de la plante Mez.

## Protologue et type nomenclatural
- Tillandsia bergeri Mez, in  Repert. Spec. Nov. Regni Veg. 14: 254 (1916) (pro « Bergerii »)

Taxon décrit à partir d'une plante en culture dans le jardin de la Villa Hanbury à La Mortola (Ligurie)
Diagnose originale
- « Foliis caulem manifestum quaquaverse obtegentibus, dense appresseque lepidoto-canis; scapo conspicuo; inflorescentia superantibus; floribus suberectis; sepalis glabris, antico libero posticis binis usque ad 6 mm ab apice connatis; petalis sordide pallideque lilacinis, prope apicem asymmetrice emarginatis; staminibus in corollae fauce profunde absconditis, antheris obtusis stylo perlonge superatis.  »

Type
- s.n. ; "dal giardino del Comm.re Sir T.Hanbury; La Mortola, Ventimiglia" ; Holotypus B [ Planche en ligne ].

### Synonymie taxonomique
- Tillandsia dianthoidea var. grisea Guillaumin[2]
- Anoplophytum strictum var. krameri André 1888 non Mez[3]

## Distribution et habitat

### Distribution
L'espèce se rencontre en Argentine, ainsi qu'abondamment en culture, notamment sur la riviera méditerranéenne. En Argentine, elle est originaire d'un massif montagneux du sud de Buenos Aires.

### Habitat
L'espèce se rencontre sur les rochers granitiques et les falaises vers 1 000 mètres d'altitude.

## Description
Tillandsia bergeri est une plante vivace herbacée, ramifiée, courtement rameuse ; lithophyte. Elle présente une touffe dense de rosettes à tiges courtes, aux feuilles rigides, écailleuses, des racines-crampons filiformes assez abondantes. 
La tige florale est dégagée du feuillage, légèrement courbée vers le bas. L'inflorescence est spiralée à bractées rosâtres ou/et avec des fleurs à pétale bleu pâle à bande médiane blanche. La corolle est étalée, aux pétales torsadés. les étamines affleurent le plan de la corolle.

## Comportement en culture

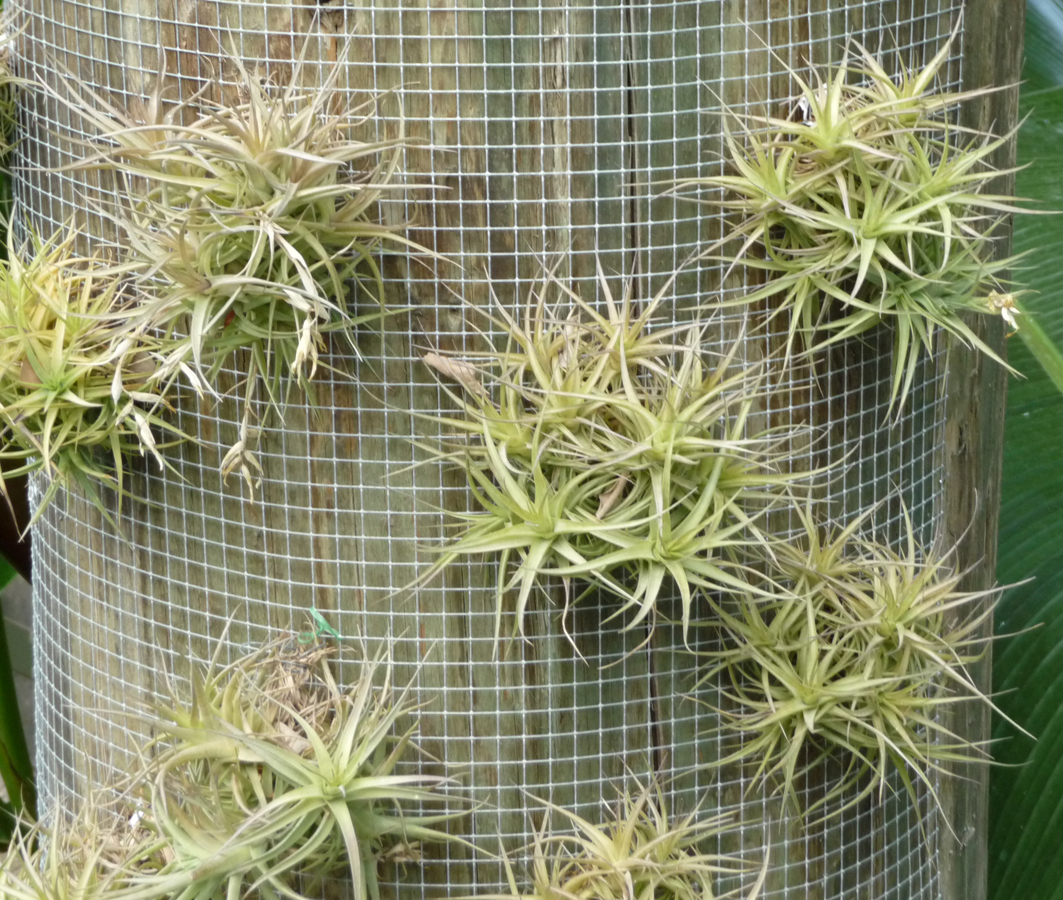
Tillandsia bergeri
jeunes exemplaires en culture

Tillandsia bergeri est l'une des Tillandsia « aériennes » les plus fréquentes en culture, tout du moins en France. Elle est  bien connue comme plante d'extérieur sur toute la riviera méditerranéenne. Elle a d'ailleurs été décrite pour la première fois à partir d'une plante en culture dans cette région. Elle y est cultivée de longue date, sans substrat, accrochée aux arbres, aux grilles de balcon, etc. Dans cette région, elle partage cet usage avec Tillandsia aeranthos, avec laquelle on peut la confondre hors floraison.

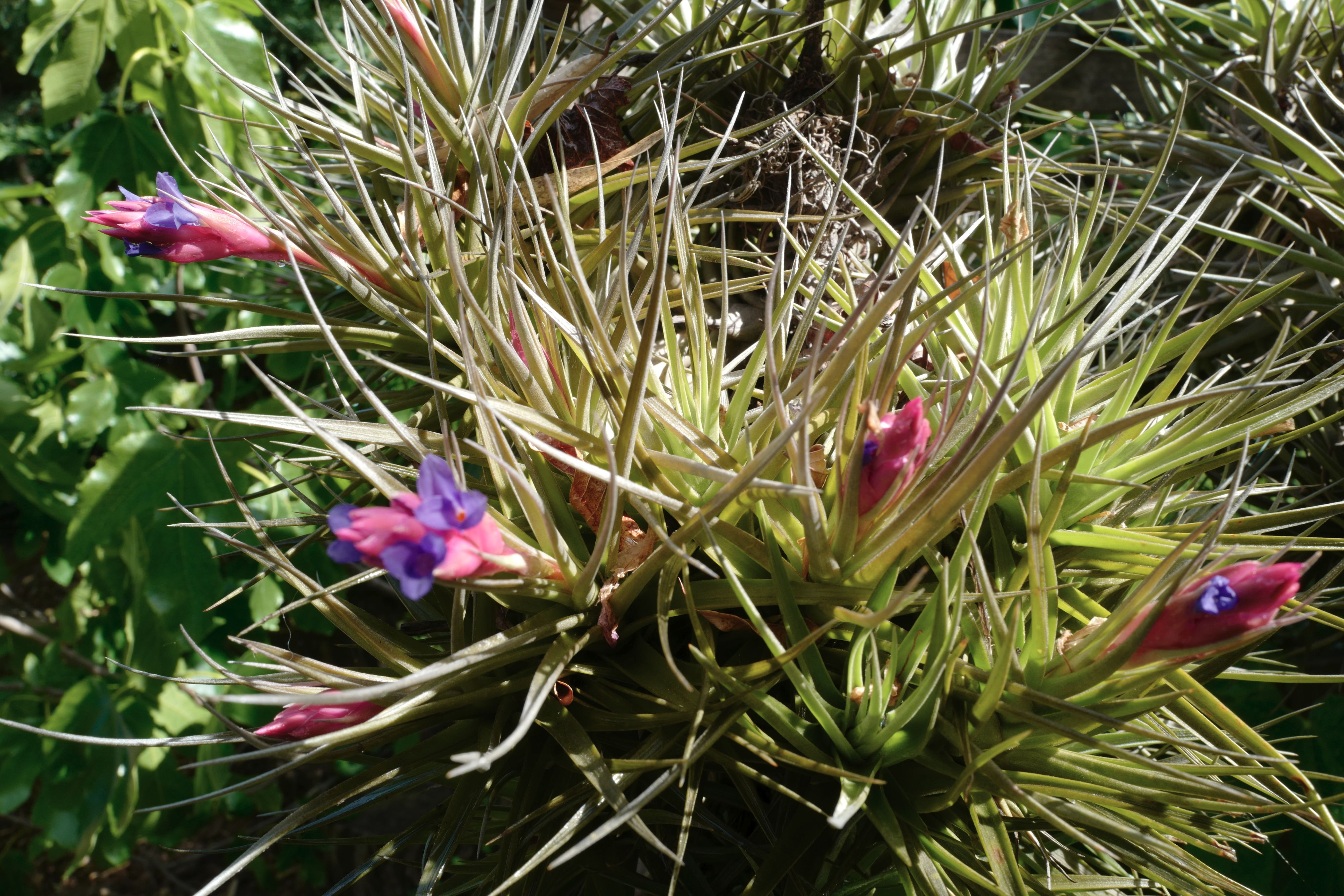
aperçu des fleurs (France, côte d'Azur)

Tillandsia bergeri est de culture très facile. Elle ne nécessite aucun soin particulier et résiste à tout, à la sécheresse comme à l'humidité, et même à des gels légers, voire marqués (-10 °C) mais peu prolongés. Elle est souvent considérée comme la plus rustique de toutes les Tillandsia. Elle n'a besoin que de lumière vive et d'une période de froid hivernal qui facilite sa floraison au printemps qui suit. L'absence de cette période de froid est souvent la cause de la rareté de la floraison que constatent certains amateurs cultivant cette plante trop douillettement en intérieur ou en serre.
Tillandsia bergeri croît lentement mais régulièrement et, avec le temps, elle arrive à former des touffes impressionnantes, en « ballon de basket ».